# Marketing multinível
Marketing multinível (MMN), também conhecido como venda direta ou marketing de rede, é um modelo comercial de distribuição de bens ou serviços em que os ganhos podem advir da venda efetiva dos produtos ou do recrutamento de novos vendedores. Diferencia-se do chamado “esquema em pirâmide” por ter a maior parte de seus rendimentos oriunda da venda dos produtos, enquanto, na pirâmide, os lucros vêm, apenas ou maioritariamente, do recrutamento de novos vendedores. Nos Estados Unidos, uma forma de diferenciar os dois sistemas é a chamada regra dos 70%: se a empresa tem 70% ou mais de seu rendimento advindo dos produtos, é marketing em rede, senão é pirâmide.
De acordo com Will Marks, “O marketing de rede é um sistema de distribuição, ou forma de marketing, que movimenta bens e/ou serviços do fabricante para o consumidor por meio de uma ‘rede’ de contratantes independentes”.
Alguns dos principais líderes e ganhadores de comissões em empresas de marketing multinível:
Líderes Mundiais
1. Dexter Yager (Amway) - Considerado um dos mais bem-sucedidos, com renda anual de milhões.
2. Jim Dornan (Herbalife) - Foi um dos principais líderes da empresa.
3. John Crowe (Natura) - Líder de uma das maiores equipes da Natura.
4. Randy Gage (Amway) - Autor e palestrante renomeado.
5. Eric Worre (empresas várias) - Líder e palestrante.
Líderes Brasileiros
1. Rodrigo Moreira - Um dos principais líderes da Natura no Brasil.
2. Fábio Almeida - Líder de uma das maiores equipes da Herbalife.
3. Marcelo Carvalho  - Um dos principais líderes da Amway no Brasil.
4. Silvio Eduardo (Edu Motivado) Líder de uma das maiores Bonus por equipe. 
5. Adriano Rosa - Líder de uma das maiores equipes da Oriflame.
6. Luciana Barros - Uma das principais líderes da Avon.
Renda Anual Estimada
1. Dexter Yager: R$ 50 milhões - R$ 100 milhões.
2. Jim Dornan: R$ 20 milhões - R$ 50 milhões.
3. Rodrigo Moreira: R$ 10 milhões - R$ 20 milhões.
4. Fábio Almeida: R$ 5 milhões - R$ 10 milhões.
e estratégia.
Fontes:
1. Forbes
2. Revista Época Negócios
3. Revista Veja
4. Sites das empresas
5. Livros e palestras de líderes.

## Conceito
O marketing multinível é um sistema derivado das vendas diretas. Este sistema em forma de rede (networking) tem se consolidado num cenário de revolução organizacional. Segundo alguns estudiosos de administração, o marketing de rede é considerado um sistema mais eficaz em determinadas situações de mercado.
Segundo tais autores, a globalização alterou a disposição do cenário econômico nos anos 80. Sendo assim, as empresas começaram a caminhar em direção ao marketing de relacionamento, justificando a necessidade de criar vínculos de fidelização com os clientes.
O sistema de marketing multinível possui vários sinônimos. Entre as denominações que o mercado mais utiliza, estão:
- Marketing de mídias sociais (MMS)
- Marketing de Rede (MR)
- Marketing Multinível (MMN)
- Multi Level Marketing (MLM)
- Network Marketing (NM)

### Ondas
A evolução do sistema de marketing multinível divide-se em ondas (períodos). Ou seja, cada onda possui características diferentes a que se refere ao modelo de sistema multinível e suas especificidades. As ondas historicamente definidas são:

#### Primeira onda (1941 - 1979)
A primeira onda inicia-se logo após a criação do marketing multinível por Carl Rehnborg, quando o primeiro plano de comissões para diferentes níveis foi implantado em sua empresa naquela época. Durante este mesmo período, algumas pessoas e empresas aproveitaram o desenvolvimento do sistema de marketing em rede e desenvolveram o esquema em pirâmide. Este tipo de esquema possui uma estratégia bem parecida com o marketing multinível. Porém, a diferença essencial é que o multinível é uma ferramenta de negócios com o fim de comercializar produtos e/ou serviços, diferentemente do sistema em pirâmide, que recruta pessoas com o intuito de movimentar dinheiro somente.
O fim da primeira onda dá-se quando a Comissão Federal de Comércio, em 1979, define o marketing multinível como um negócio legítimo, ao contrário do esquema em pirâmide.

#### Segunda onda (1980 - 1989)
No início da década de 80, algumas centenas de empresas que utilizavam o sistema de marketing multinível explodiram nos Estados Unidos. Grande parte delas nascia em garagens e fundos de quintais sem nenhuma estrutura básica de organização. A experiência frustrou muitos negociantes e distribuidores que aderiram ao sistema de marketing multinível. Naquela época, os distribuidores acumulavam milhares de funções, além da necessidade de comprar cada vez mais produtos a fim de subir nos planos de carreira das empresas. Essa quantidade de fatores negativos resultava em estoques parados, desgaste físico e emocional dos distribuidores e, no final das contas, pouca ou nenhuma margem de lucro.

#### Terceira onda (1990 – 1999)
A terceira onda é caracterizada pela presença de novas tecnologias e mão-de-obra especializada na administração desses tipos de negócios. Neste cenário, executivos profissionais trabalhavam para reverter a imagem do marketing de rede e torná-lo menos árduo para os distribuidores. As companhias apostavam em sistemas informatizados, novas tecnologias de comunicação e técnicas sofisticadas de administração, a fim de tornar o marketing multinível mais eficaz. Outro fator de destaque é que as condições dos planos de compensação ficaram mais plausíveis. Ou seja, os distribuidores deixaram de ser pressionados a investir mais tempo e dinheiro do que dispunham para tocar o negócio.

#### Quarta onda (anos 2000)
Esta onda levou alguns especialistas a acreditarem que o marketing de rede cresceria ainda mais no século XXI, o que tem se confirmado. Prova disso é que grandes empresas multinacionais têm investido em empresas de marketing multinível ou em programas próprios de marketing de rede em suas empresas. Este impacto é resultado da imagem que o marketing multinível tem construído por meio das empresas que trabalham com o sistema e o aplicam com seriedade.

## Modelo de negócio
De acordo com a obra de Bernard Lalonde, “É cada vez maior o número de companhias dispostas a confiar a distribuição de seus produtos e a atenção personalizada a seus clientes a terceiros especializados”, o que reforça a ideia de o modelo de marketing de rede ser uma grande tendência em diversos segmentos de mercado.
O marketing multinível faz parte de um conjunto de canais por onde um fabricante pode fazer com que seus produtos cheguem ao seu consumidor. Além do marketing multinível, os outros canais que realizam esta tarefa são: varejo, vendas diretas e vendas por catálogos ou ordem postal.
- Varejo: O produto é comercializado por meio de estabelecimentos como farmácias, mercearias, mercados etc. Segundo Kotler,[9] “o varejo inclui todas as atividades envolvidas na venda de bens e serviços diretamente aos consumidores finais para uso pessoal [...]”.

- Vendas Diretas: A venda direta é um sistema de comercialização de bens de consumo e serviços diferenciados, baseado no contato pessoal entre vendedores e compradores, fora de um estabelecimento comercial fixo. Este tipo de venda é muito comum quando se trata de cosméticos, perfumes, artigos para o lar e afins. Táticas como vendas de porta-em-porta e reuniões em casa são bastante difundidas pelas vendas diretas.

- Vendas por catálogo: Como o próprio nome diz, as vendas são realizadas por meio de revistas e jornais enviados para o consumidor.

- Marketing multinível: Este tipo de canal derivou das vendas diretas. Porém, em essência, possui algumas diferenças. A fim de exemplificar o funcionamento do sistema, vamos supor uma situação em que o sistema de marketing multinível pode ser aplicado:

### Funcionamento
O MMN é geralmente usado por uma empresa (fabricante, importadora, distribuidora) de produtos ou serviços que entende que, por necessidades e estratégia de mercado, bem como possíveis vantagens financeiras, administrativas e logísticas, aquilo que vende terá maior sucesso utilizando esse canal de vendas.
O crescimento da base de clientes é limitado pela quantidade de pessoal de vendas e, para aumentar a presença no mercado, é solicitado aos representantes que recomendem pessoas interessadas em trabalhar no mesmo cargo. Como incentivo é oferecido um prêmio para cada recomendação.
Àqueles que recomendam novos vendedores é dada também uma comissão sobre as vendas de cada um dos indicados, de forma a incentivar a busca por bons profissionais e o treinamento destes. Se os indicados também recomendarem outros, é iniciado o processo de formação da rede de vendedores. Os vendedores assumem uma postura empreendedora e independente, controlando suas próprias redes e negócios, mas ainda vendendo e/ou consumindo os produtos do fabricante original. Considerado um trabalho do século XXI, até mesmo porque o mercado tradicional vem sendo extinto, pouco percebido mas, é a realidade quem mostra os fatos. Cada vez, mais as pessoas procuram o marketing de rede para obter uma renda extra financeira, sem mesmo deixar de fazer o que faz, ou seja, sem largar o antigo e tão sonhado primeiro emprego.[carece de fontes?]

### Estrutura
Assim como em outras estruturas empresariais, uma empresa de marketing multinível é composta por cargos e funções específicas em sua estrutura. Ou seja, cada cargo ou função fica responsável por cada etapa do processo. Esse conjunto de responsabilidades sustenta a ampliação da rede e, consequentemente, a inserção dos produtos comercializados em novos mercados sem deixar de suprir as necessidades dos antigos clientes e distribuidores. Basicamente, os setores, cargos e suas respectivas funções são:
- Presidente e CEO - Possui responsabilidade total sobre as funções da empresa.

- Vendas - Responsabilidade sobre os recrutamentos, treinamentos, desenvolvimento e motivação da força de vendas dos distribuidores independentes. O executivo de vendas também é responsável por desenvolver e promover o negócio como um produto, incluindo design e atualização dos materiais do kit de vendas inicial (kit de patrocínio).

- Marketing - Este setor se encarrega da seleção e manutenção da linha de produto apropriada para que a organização de vendas (distribuidores) possa vender. Fatores como preço, promoção, relações públicas, comunicações de marketing, posicionamento e lucratividades também são responsabilidades inerentes ao setor de marketing, assim como o sucesso de lançamento dos produtos pesquisas de marketing e análises competitivas.

- Operações: - O setor de operações dá suporte às etapas de produção, compras, distribuição, embarque de mercadorias e controle de inventários.

- Suporte administrativo e financeiro - Algumas funções como gerenciamento de informações, jurídico, de recursos humanos, planejamento financeiro e contábil são as responsabilidades do setor.

- Desenvolvimento de Produto - O desenvolvimento de produto deve representar uma ação entre representantes de vendas, marketing, operações e financeiro. Essa ação conjunta dos setores forma o Comitê de Desenvolvimento de Produto. A criação e desenvolvimento de um novo produto dependem da exigência do mercado. Esse desenvolvimento deve visar ao aumento de pedidos e/ou estímulo para recrutamento de novos distribuidores.

- Departamento de suporte - Este departamento deve assegurar a interação entre os distribuidores ou representantes. A importância da ênfase da tecnologia nesse processo é essencial, pois, além de transmitir segurança e rapidez no contato com a empresa e os outros setores, transmite-lhes a certeza de estarem trabalhando com uma empresa que se preocupa em atingir excelência.

Algumas ferramentas de suporte aos distribuidores são: ligações gratuitas (0800), revistas mensais, informações organizacionais, fax, teleconferências, treinamentos e reuniões, materiais de vídeo e áudio.

## Fatores legais
Este é um ponto crítico pelo fato de envolver julgamentos éticos e morais em relação ao marketing multinível.
Segundo Buaiz: “No marketing de rede temos visto que alguns distribuidores estão mais preocupados em utilizar-se de todos os recursos antiéticos – mentiras, ilusão e pressão psicológica, por exemplo – para promover um crescimento mais acentuado em suas organizações.”
A conseqüência dessas atitudes é a desconfiança em massa em relação ao sistema de marketing multinível. Milhares de pessoas se decepcionam com o sistema quando descobrem que foram enganadas pela empresa “X” ou distribuidor “Y”.
A impressão negativa difundida pelo senso comum resultou na comparação direta entre o sistema de marketing multinível e o esquema em pirâmide.
No final da década de 70, várias diretrizes foram criadas a fim de legitimar as operações de marketing multinível. Dentre elas, as principais são:
a) Os distribuidores foram instruídos a vender (ou usar) 70% dos produtos que compram da empresa com o objetivo de não gerar estoques com o único intuito de aumentar o cheque das comissões (front-loading)
b) As empresas deveriam ter uma política de recompra, na proporção de 90% do preço dos produtos, para os produtos não vendidos daqueles que desistiram de continuar o negócio.
A adoção de normas rígidas e organização das empresas de vendas diretas no Brasil deram origem a uma entidade denominada Associação Brasileira de Empresas de Vendas Diretas (ABEVD). Esta entidade passou a adotar códigos de conduta promovidos pela World Federation of Direct Selling Association (WFDSA). Os códigos de conduta visam a proteger consumidores e vendedores diretos para alertá-los contra ações de má-fé ou descuido nas relações existentes. Dentre os temas abordados estão: critérios de recrutamento, informações sobre produtos, estímulo à formação de estoque, respeito à privacidade do consumidor, critérios e prazos para devolução dos produtos.

## Críticas ao Sistema
O sistema de marketing multinível ainda está sujeito a muitos questionamentos em relação à sua eficácia.
Alguns argumentos questionam a credibilidade das empresas que trabalham com o marketing multinível. Os dois mais lógicos são relacionados à saturação do mercado e à confiabilidade de algumas empresas de marketing multinível.

### Saturação
A questão da saturação é matemática. Supondo que na rede cada indivíduo tivesse 10 pessoas sob sua liderança, o número de associados superaria a população mundial alguns níveis logo abaixo do inicial. O resultado seria saturação do negócio e a impossibilidade de expansão.
Todavia, nenhum mercado, em qualquer setor, jamais saturou, ou seja, essa teoria não tem base na prática.

### Credibilidade negativa
É um fator que causa constantes desistências e decepções. Empresas de caráter duvidoso que se aproveitam da ingenuidade de parte da população constroem discursos de lucros altos com pouco trabalho e retorno rápido.
Assim que se comprova que as afirmações de dinheiro fácil são enganosas, os distribuidores que aderiram ao sistema percebem que o negócio não funciona como prometido. Em alguns casos, o investimento de grandes quantias de dinheiro e tempo naquele negócio traz enormes prejuízos aos associados das empresas com credibilidade duvidosa.

## Marketing multinível vs. marketing direto
O marketing de multinivel é diferente do marketing direto. No marketing direto, a empresa remunera diretamente seu distribuidor pela venda dos produtos ao consumidor final. Não existe outra forma de ganho. No marketing multinivel, a empresa permite que o distribuidor associe à empresa outros distribuidores. Desta forma a empresa cria uma segunda remuneração, pois entende que o esforço do distribuidor em associar outro distribuidor deve ser compensado, pois a empresa também tem lucros com isto. Este processo contínuo, onde um distribuidor associa à empresa outro distribuidor, forma o que se denomina rede.

## Marketing multinível vs. esquema em pirâmide
Algumas empresas têm mascarado o esquema em pirâmide sob o sistema de marketing multinível.
Um esquema em pirâmide é um modelo comercial não-sustentável que envolve basicamente a permuta de dinheiro pelo recrutamento de outras pessoas para o esquema sem que qualquer produto ou serviço seja entregue.
Segundo o Prof. Edmundo Roveri, especialista em Marketing Multinível há 2 modelos de pirâmides: Modelo Ponzi e Modelo de Correntes. Em recente artigo Roveri explica as diferenças e mostra a linha tênue que muitas vezes divide um negócio legitimo de um ilegítimo.
Por este motivo, algumas empresas que supostamente exploram o marketing multinível chegaram a ter as atividades suspensas e os bens bloqueados por decisão judicial, como a Telexfree, BBOM, Blackdever, Priples, e Multiclick.
Geralmente a adesão de participação mediante pagamento antecipado com uma retribuição presa ao esquema é característica própria de esquema em pirâmide. Com o tempo, vêm mesclando a finalidade e camuflando-o, mudando o nome para marketing multinível, onde o interesse principal agora é a ação, diferente de inclusão de pessoas no esquema. Por isso a identificação é difícil para certas pessoas.

### Debate no Senado Federal
Em junho de 2013, uma Ideia Legislativa enviada por um cidadão do Distrito Federal para o Portal e-Cidadania do Senado Federal pedia a regulamentação das Atividades de Marketing de Rede.
Após atingir 20 mil apoios de outros internautas, a ideia foi encaminhada para a Comissão de Direitos Humanos e Legislação Participativa. Em abril de 2015, a Comissão aprovou o relatório do Senador José Medeiros (PODE/MT) pela rejeição da Sugestão Legislativa n° 7 de 2014.